# Cruz de Jerusalén (Prusia)
La Cruz de Jerusalén o Cruz Memorial de Jerusalén (en alemán: Jerusalem-Kreuz; Jerusalem-Erinnerungskreuz) fue una condecoración de Prusia establecida el 31 de octubre de 1898. La cruz fue concedida a aquellos que viajaron con el emperador Guillermo II en su visita a Palestina en 1898 y que asistieron a la inauguración de la Iglesia Luterana del Redentor de Jerusalén.

## Insignia
Esta insignia tiene forma de cruz de Jerusalén. La cruz consiste de una gran cruz portento con cuatro crucetas entre sus brazos. Las cruces están esmaltadas en rojo con los bordes de plata dorada. En el centro de la cruz se halla un medallón dorado redondo.
En el anverso el medallón muestra la Corona Imperial del emperador alemán prusiano coronando las letras IR (Imperator Rex) sobre la cifra real de una estilizada W II. El reverso del medallón lleva la fecha 31 de octubre de 1898. La fecha se muestra usando el numeral en números romanos X en el centro por octubre, y un pequeño numeral romano XXXI en la parte superior. A la izquierda se halla MDCCC y en el lado derecho IIC por el año 1898.